# Камихель, Вернер
Вернер Камихель (нем. Werner Camichel, 26 января 1945, Цуоц, Граубюнден — 27 марта 2006, Самедан, Граубюнден) — швейцарский бобслеист, разгоняющий, выступавший за сборную Швейцарии в начале 1970-х годов. Чемпион зимних Олимпийских игр 1972 года в Саппоро, двукратный чемпион мира.

## Биография
Вернер Камихель родился 26 января 1945 года в коммуне Цуоц, кантон Граубюнден. С ранних лет увлёкся спортом, занимался десятиборьем, позже решил попробовать себя в бобслее и в качестве разгоняющего прошёл отбор в национальную сборную Швейцарии. Присоединившись к команде пилота Жана Вики, стал принимать участие в крупнейших международных соревнованиях и показал весьма неплохие результаты. Благодаря череде удачных выступлений удостоился права защищать честь страны на зимних Олимпийских играх 1972 года в Саппоро, где в составе четырёхместного экипажа Вики, куда также вошли разгоняющие Эди Хубахер и Ханс Лойтенеггер, завоевал золотую медаль.
Так как Вики сразу после этих соревнований завершил карьеру профессионального спортсмена, Камихель перешёл в команду пилота Эриха Шерера и продолжил выступать на самом высоком уровне. Вместе они взяли золото на чемпионатах мира 1973 и 1975 годов, приехав первыми на четвёрке, дважды становились бронзовыми призёрами европейских первенств. На церемонии открытия Олимпийских игр 1976 года в Инсбруке Камихель нёс знамя Швейцарии, хотя в самих состязаниях не участвовал.
Конкуренция в команде была довольно высокой, поэтому вскоре Вернер Камихель принял решение уйти из бобслея, уступив место молодым швейцарским бобслеистам. Впоследствии работал тренером по физической подготовке в различных швейцарских организациях, в разное время занимал определённые должности в Швейцарской бобслейной федерации, от помощника тренера до администратора сборной. С 1990 года был управляющим санно-бобслейной трассы в Санкт-Морице, в летнее время, когда бобслейных соревнований не было, занимался организацией турниров по гольфу. Умер от рака 27 марта 2006 года в коммуне Самедан. Оставил после себя двоих сыновей, Корзина и Дури, которые стали хоккеистами и выступают сейчас за команду «Цуг», соревнующуюся в Швейцарской национальной лиге.